# María Fernanda Valdés
María Fernanda Valdés Paris (Coquimbo, 17 de marzo de 1992) es una destacada representante de la halterofilia en Chile. Participó en los Juegos Olímpicos de Londres 2012 y Río de Janeiro 2016, obteniendo en ambas competencias un diploma olímpico. 

## Carrera deportiva

### Inicios y carrera juvenil
María Fernanda nació en Coquimbo, Chile. Su primer acercamiento al deporte fue cuando cursaba octavo básico. Su padre la inscribió en un gimnasio que quedaba frente a su local familiar, con el afán de mantenerla activa durante las vacaciones de invierno. Allí impartían clases halterofilia y la invitaron a ser parte. 
Representó a Chile en los Juegos Suramericanos de 2010, donde obtuvo el cuarto lugar. Ese mismo año, compitió en el Mundial Junior de levantamiento de pesas, celebrado en Sofía, Bulgaria, donde logró su primer título intercontinental, al ganar la medalla de bronce en la categoría de menos de 75 kilos, con una marca de 217 kilos (arranque 95 y dos tiempos 122). En 2010 también obtuvo medalla de plata en el Campeonato Panamericano Femenino realizado en Ecuador.
En 2011 obtuvo medalla de oro en el Torneo Manuel Suárez de Cuba. Ese mismo año participó en los Juegos Panamericanos obtuvo medalla de plata en la categoría de menos de 75 kilos, con un total de 229 kilos (100 en arranque y 129 en dos tiempos), siendo solo superada por la colombiana Ubaldina Valoyes, quien levantó 250 kilos en total.
En el Campeonato Panamericano Juvenil de 2012 logró tres medallas de oro, por haber levantado los pesos máximos en arranque (90 kilos), dos tiempos (116 kilos), y consecuentemente en el total (206 kilos).

### Categoría adulta y participaciones olímpicas
Participó en la categoría de menos de 75 kilos femenino de los Juegos Olímpicos de Londres 2012, competencia en la que se ubicó en el noveno lugar, al levantar en la final del evento 96 kilos en el arranque y 127 en los dos tiempos, totalizando 223 kilos.
En 2015 integró la delegación chilena en los Juegos Panamericanos, realizados ese año en Canadá, donde obtuvo el segundo lugar en la categoría de menos de 75 kilos, al levantar un total de 231 kilos, siendo nuevamente superada por la colombiana Ubaldina Valoyes, quien levantó 247 kilos en total.
En el Campeonato Panamericano de Halterofilia de 2016, realizado en Colombia, logró el primer lugar. En dicha competencia levantó un total de 244 kilos, empatando con la colombiana Valoyes, pero el menor peso de la chilena le hizo merecedora de la medalla de oro. Días más tarde, Federación Chilena de Levantamiento de Pesas confirmó el cupo de Valdés en los Juegos Olímpicos de Río de Janeiro de 2016.
En la cita olímpica de Río de Janeiro, Valdés se ubicó en el séptimo lugar en la final de la categoría de menos de 75 kilos, al levantar 107 kilos en el arranque y 135 en los dos tiempos, totalizando 242 kilos.
En 2017, se coronó campeona mundial de envión en su categoría en el Campeonato Mundial de Anaheim, lo que también le valió ser reconocida como la Mejor Deportista del Año en los premios anuales organizados por el Comité Olímpico Chileno.
En 2019 obtuvo medalla de oro en los Juegos Panamericanos de 2019 en la categoría de menos de 87 kilos, levantando 112 kilos en arranque y 147 kilos en envión, para un total de 259 kilos.
Aunque clasificó a los Juegos Olímpicos de Tokio 2020, una subluxación y la rotura de un ligamento en el hombro le impidieron participar en esa competición.Tras una pausa de dos años en su carrera durante la cual se enfocó en recuperarse de esa lesión, y en que se convirtió en madre, Valdés volvió a la disciplina en 2023, participando en el Campeonato Panamericano de marzo de ese año y en los Juegos Panamericanos de Santiago.

## Competencias internacionales
| Año  | Campeonato                         | Lugar                               | Resultado | Peso  | Marca | Ref.   |
| ---- | ---------------------------------- | ----------------------------------- | --------- | ----- | ----- | ------ |
| 2008 | Campeonato Panamericano            | Callao, Perú                        | 4°        | 69 kg | 186   | [ 14 ] |
| 2008 | Campeonato Mundial Juvenil         | Cali, Colombia                      | 9°        | 69 kg | 179   | [ 15 ] |
| 2009 | Campeonato Panamericano            | Chicago, Estados Unidos             | 7°        | 75 kg | 202   | [ 16 ] |
| 2009 | Campeonato Sudamericano            | Río de Janeiro, Brasil              | 1º        | 75 kg | 240   | [ 17 ] |
| 2009 | Torneo de Prueba Olímpico          | Río de Janeiro, Brasil              | 1º        | 75 kg | 240   | [ 18 ] |
| 2010 | Campeonato Panamericano Juvenil    | Quito, Ecuador                      | 2º        | 75 kg | 224   | [ 19 ] |
| 2010 | Campeonato Panamericano            | Guatemala, Guatemala                | 5°        | 75 kg | 215   | [ 20 ] |
| 2010 | Campeonato Mundial Juvenil         | Sofía, Bulgaria                     | 3º        | 75 kg | 217   | [ 21 ] |
| 2010 | Copa Iboamericana                  | Caguas, Puerto Rico                 | 2º        | 75 kg | 210   | [ 22 ] |
| 2011 | Campeonato Mundial Juvenil         | Penang, Malasia                     | 6°        | 75 kg | 232   | [ 23 ] |
| 2011 | Juegos Panamericanos               | Guadalajara, México                 | 2º        | 75 kg | 229   | [ 24 ] |
| 2012 | Campeonato Panamericano Juvenil    | Guatemala, Guatemala                | 1º        | 75 kg | 206   | [ 19 ] |
| 2012 | Campeonato Panamericano            | Antigua, Guatemala                  | 2º        | 75 kg | 218   | [ 25 ] |
| 2012 | Campeonato Mundial Juvenil         | Antigua, Guatemala                  | 5°        | 75 kg | 218   | [ 26 ] |
| 2012 | Juegos Olímpicos de Londres        | Londres, Reino Unido                | 6°        | 75 kg | 223   | [ 27 ] |
| 2013 | Campeonato Panamericano            | Caracas, Venezuela                  | 3º        | 75 kg | 221   | [ 28 ] |
| 2013 | Campeonato Sudamericano            | Santiago, Chile                     | 4°        | 75 kg | 220   | [ 29 ] |
| 2013 | Juegos Bolivarianos                | Trujillo, Perú                      | 3º        | 75 kg | 220   | [ 30 ] |
| 2014 | Campeonato Panamericano            | Santo Domingo, República Dominicana | 4°        | 75 kg | 226   | [ 31 ] |
| 2014 | Campeonato Mundial                 | Almatý, Kazajistán                  | 13º       | 75 kg | 219   | [ 32 ] |
| 2015 | Juegos Panamericanos               | Toronto, Canadá                     | 2º        | 75 kg | 231   | [ 33 ] |
| 2015 | Campeonato Mundial                 | Houston, Estados Unidos             | 9°        | 75 kg | 242   | [ 32 ] |
| 2016 | Campeonato Panamericano            | Barranquilla, Colombia              | 1º        | 75 kg | 244   | [ 31 ] |
| 2016 | Juegos Olímpicos de Río de Janeiro | Río de Janeiro, Brasil              | 7°        | 75 kg | 242   | [ 34 ] |
| 2017 | Campeonato Panamericano            | Miami, Estados Unidos               | 1º        | 90 kg | 253   | [ 35 ] |
| 2017 | Juegos Bolivarianos                | Santa Marta, Colombia               | 1º        | 90 kg | 253   | [ 36 ] |
| 2017 | Campeonato Mundial                 | Anaheim, Estados Unidos             | 2º        | 90 kg | 255   | [ 37 ] |
| 2018 | Campeonato Panamericano            | Santo Domingo, República Dominicana | 2º        | 90 kg | 253   | [ 38 ] |
| 2018 | Juegos Suramericanos               | Cochabamba, Bolivia                 | 1º        | 90 kg | 250   | [ 39 ] |
| 2018 | Campeonato Mundial                 | Asjabad, Turkmenistán               | 4°        | 87 kg | 250   | [ 40 ] |
| 2019 | Campeonato Panamericano            | Guatemala, Guatemala                | 2°        | 87 kg | 249   | [ 41 ] |
| 2019 | Juegos Panamericanos               | Lima, Perú                          | 1°        | 87 kg | 259   | [ 42 ] |
| 2023 | Juegos Panamericanos               | Santiago, Chile                     | 9°        | 81 kg | 225   | [ 43 ] |